# Julius Lederer

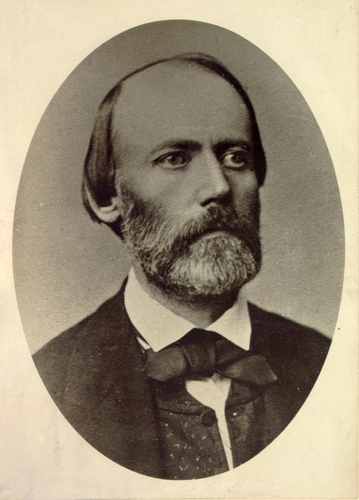
Julius Lederer

Julius Lederer (24 juni 1821, Wenen – 30 april 1870, Wenen) was een Oostenrijkse entomoloog die was gespecialiseerd in vlinders.

## Enkele publicaties
- Beitrag zur Schmetterlings-Fauna von Cypern, Beirut und einem Theile Klein-Asiens Wien: 1855.
- Die Noctuinen Europa's mit zuziehung einiger bisher meist dazu gezählter Arten des asiatischen Russland's, Kleinasien's, Syrien's und Labrador's Wien: Friedrich Manz, 1857.
- Classification der europäischen Tortricinen. Taf. I, II. Wiener entomologische Monatschrift. - 1859 - Volume: 3. p.118-126.
- Lycaeniden-Gattungen der europäischen Fauna. Wiener entomologische Monatschrift. - 1857 - Volume 1. p. 25-32.

- Gemeinsame Normdatei: 11761369X
- International Standard Name Identifier: 0000 0000 1067 8393
- Nederlandse Thesaurus van Auteursnamen: 158728394
- Système universitaire de documentation: 189365331
- Museum of New Zealand Te Papa Tongarewa: 69037
- Virtual International Authority File: 77097949
- WorldCat: E39PBJy4jMVKrrTw6XDhhGJdQq